# Euryobeidia yakushimensis
Euryobeidia yakushimensis là một loài bướm đêm trong họ Geometridae.